# Freeman Knowles

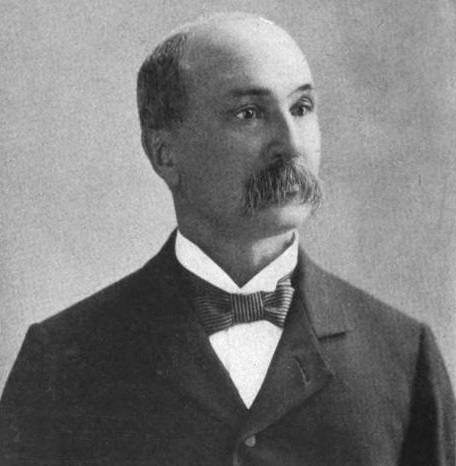
Freeman Knowles (1899)

Freeman Tulley Knowles (* 10. Oktober 1846 in Harmony, Somerset County, Maine; † 1. Juni 1910 in Deadwood, South Dakota) war ein US-amerikanischer Politiker. Zwischen 1897 und 1899 vertrat er den zweiten Wahlbezirk des Bundesstaates South Dakota im US-Repräsentantenhaus.

## Frühe Jahre und Aufstieg
Freeman Knowles besuchte die Bloomfield Academy in Skowhegan. Während des Bürgerkrieges diente er zwischen 1862 und 1865 im Heer der Union. Nach dem Krieg zog er nach Denison in Iowa. Nach einem Jurastudium und seiner 1869 erfolgten Zulassung als Rechtsanwalt begann er in dieser Stadt in seinem neuen Beruf zu arbeiten. Im Jahr 1886 zog er nach Nebraska, wo er in einigen Städten Zeitungen herausgab. Schließlich zog er nach Deadwood in South Dakota, wo er die Zeitung "Evening Independent" verlegte.

## Politische Laufbahn
Knowles wurde Mitglied der in den 1880er und 1890er Jahren relativ erfolgreichen Populist Party, die später in der Demokratischen Partei aufging. Bei den Kongresswahlen des Jahres 1896 wurde Knowles als Kandidat der Populisten in das US-Repräsentantenhaus gewählt. Dort löste er am 4. März 1897 Robert J. Gamble von der Republikanischen Partei ab. Knowles übte sein Mandat im Kongress nur eine Legislaturperiode lang aus; dann übernahm am 4. März 1899 Robert Gamble wieder den Sitz für den zweiten Wahlbezirk South Dakotas. Nach dem Ende seiner Zeit in der Bundeshauptstadt Washington widmete sich Freeman Knowles wieder dem Zeitungsgeschäft in Deadwood. In dieser Stadt ist er im Jahr 1910 auch verstorben.